# Championnats du monde de paracyclisme sur piste 2023
Navigation
2022 2024
Les championnats du monde de paracyclisme sur piste 2023 se déroulent du 3 au 9 août 2023 à Glasgow en Écosse, au Royaume-Uni sur le Vélodrome Sir Chris Hoy.
Ces mondiaux sont organisés dans le cadre plus large des championnats du monde de cyclisme UCI 2023 rassemblant tous les quatre ans à partir de 2023 treize championnats du monde de cyclisme dans différentes disciplines (route, piste, VTT...).
Le programme des compétitions est inchangé par rapport à l'année précédente. Les compétitions se déroulent selon les classifications du paracyclisme avec des tandems (classe B) et des vélos de piste (classes C1 à C5).

## Médaillés
Pour l'explication sur les différentes catégories, voir la page Cyclisme handisport#Classification actuelle

### Catégorie B
| Épreuves            | Or                                                                                        | Argent                                                                                | Bronze |
| Hommes              | Hommes                                                                                    | Hommes                                                                                | Hommes |
| ------------------- | ----------------------------------------------------------------------------------------- | ------------------------------------------------------------------------------------- | --- |
| Kilomètre           | Grande-Bretagne Neil Fachie pilote : Matthew Rotherham                                    | Grande-Bretagne James Ball pilote : Steffan Lloyd                                     | Allemagne Thomas Ulbricht pilote : Robert Förstemann                                                                                 |
| Vitesse             | Grande-Bretagne Neil Fachie pilote : Matthew Rotherham                                    | Allemagne Thomas Ulbricht pilote : Robert Förstemann                                  | France Raphaël Beaugillet pilote : Quentin Caleyron                                                                                  |
| Poursuite           | Pays-Bas Tristan Bangma pilote : Patrick Bos                                              | France Alexandre Lloveras pilote : Louis Pijourlet                                    | Grande-Bretagne Stephen Bate pilote : Christopher Latham                                                                             |
| Femmes              |                                                                                           |                                                                                       | |
| Kilomètre           | Grande-Bretagne Sophie Unwin pilote : Jenny Holl                                          | Australie Jessica Gallagher pilote : Caitlin Ward                                     | Grande-Bretagne Lizzi Jordan pilote : Amy Cole                                                                                       |
| Vitesse             | Grande-Bretagne Sophie Unwin pilote : Jenny Holl                                          | Australie Jessica Gallagher pilote : Caitlin Ward                                     | États-Unis Hannah Chadwick pilote : Espinoza Skyler                                                                                  |
| Poursuite           | Grande-Bretagne Sophie Unwin pilote : Jenny Holl                                          | Grande-Bretagne Lora Fachie pilote : Corinne Hall                                     | Irlande Katie-George Dunlevy pilote : Eve McCrystal                                                                                  |
| Mixte               |                                                                                           |                                                                                       | |
| Vitesse par équipes | Grande-Bretagne Neil Fachie pilote : Matthew Rotherham Elizabeth Jordan pilote : Amy Cole | Italie Stefano Meroni pilote : Francesco Ceci Chiara Colombo pilote : Elena Bissolati | Malaisie Mohd Khairul Hazwan Wahab pilote : Muhammad Khairul Adha Rasol Nur Suraiya Muhamad Zamri pilote : Farina Shawati Mohd Adnan |

### Catégorie C1
| Épreuves   | Or                  | Argent              | Bronze        |
| Hommes     | Hommes              | Hommes              | Hommes        |
| ---------- | ------------------- | ------------------- | ------------- |
| Kilomètre  | Sam Ruddock         | Liang Weicong       | Li Zhangyu    |
| Poursuite  | Li Zhangyu          | Ricardo Ten Argilés | Liang Weicong |
| Scratch    | Ricardo Ten Argilés | Pierre Senska       | Aaron Keith   |
| Omnium     | Ricardo Ten Argilés | Liang Weicong       | Sam Ruddock   |
| Femmes     |                     |                     |               |
| 500 mètres | Qian Wangwei        | Frances Brown       | Yang Jiafan   |
| Poursuite  | Frances Brown       | Qian Wangwei        | Yang Jiafan   |
| Scratch    | Frances Brown       | Qian Wangwei        | Yang Jiafan   |
| Omnium     | Frances Brown       | Qian Wangwei        | Yang Jiafan   |

### Catégorie C2
| Épreuves   | Or               | Argent          | Bronze           |
| Hommes     | Hommes           | Hommes          | Hommes           |
| ---------- | ---------------- | --------------- | ---------------- |
| Kilomètre  | Alexandre Léauté | Shota Kawamoto  | Gordon Allan     |
| Poursuite  | Alexandre Léauté | Darren Hicks    | Shota Kawamoto   |
| Scratch    | Florian Chapeau  | Maurice Eckhard | Alexandre Léauté |
| Omnium     | Alexandre Léauté | Shota Kawamoto  | Florian Chapeau  |
| Femmes     |                  |                 |                  |
| 500 mètres | Amanda Reid      | Zhenling Song   | Maike Hausberger |
| Poursuite  | Flurina Rigling  | Daphne Schrager | Amanda Reid      |
| Scratch    | Maike Hausberger | Amanda Reid     | Flurina Rigling  |
| Omnium     | Amanda Reid      | Flurina Rigling | Maike Hausberger |

### Catégorie C3
| Épreuves   | Or            | Argent                | Bronze          |
| Hommes     | Hommes        | Hommes                | Hommes          |
| ---------- | ------------- | --------------------- | --------------- |
| Kilomètre  | Jaco van Gass | Finlay Graham         | Devon Briggs    |
| Poursuite  | Finlay Graham | Jaco van Gass         | Devon Briggs    |
| Scratch    | Jaco van Gass | Finlay Graham         | Devon Briggs    |
| Omnium     | Jaco van Gass | Finlay Graham         | Devon Briggs    |
| Femmes     |               |                       |                 |
| 500 mètres | Keiko Sugiura | Aniek van den Aarssen | Mel Pemble      |
| Poursuite  | Keiko Sugiura | Aniek van den Aarssen | Paige Greco     |
| Scratch    | Wang Xiaomei  | Mel Pemble            | Richael Timothy |
| Omnium     | Mel Pemble    | Aniek van den Aarssen | Richael Timothy |

### Catégorie C4
| Épreuves   | Or              | Argent                 | Bronze                 |
| Hommes     | Hommes          | Hommes                 | Hommes                 |
| ---------- | --------------- | ---------------------- | ---------------------- |
| Kilomètre  | Jody Cundy      | Michael Shippley       | Wu Guoqing             |
| Poursuite  | Kévin Le Cunff  | Jozef Metelka          | Ronan Grimes           |
| Scratch    | Archie Atkinson | Benjamin Westenberg    | Ronan Grimes           |
| Omnium     | Kévin Le Cunff  | Jozef Metelka          | Benjamin Westenberg    |
| Femmes     |                 |                        |                        |
| 500 mètres | Kadeena Cox     | Kate O'Brien           | Erin Normoyle          |
| Poursuite  | Emily Petricola | Keely Shaw             | Samantha Bosco         |
| Scratch    | Li Xiaohui      | Franziska Matile-Dörig | Samantha Bosco         |
| Omnium     | Anna Taylor     | Samantha Bosco         | Franziska Matile-Dörig |

### Catégorie C5
| Épreuves   | Or                   | Argent             | Bronze            |
| Hommes     | Hommes               | Hommes             | Hommes            |
| ---------- | -------------------- | ------------------ | ----------------- |
| Kilomètre  | Blaine Hunt          | Christopher Murphy | Niels Verschaeren |
| Poursuite  | Yehor Dementyev      | Martin van de Pol  | Dorian Foulon     |
| Scratch    | Daniel Abraham Gebru | Yehor Dementyev    | Lauro Chaman      |
| Omnium     | Yehor Dementyev      | Franz-Josef Lässer | Lauro Chaman      |
| Femmes     |                      |                    |                   |
| 500 mètres | Caroline Groot       | Marie Patouillet   | Nicole Murray     |
| Poursuite  | Heïdi Gaugain        | Nicole Murray      | Claudia Cretti    |
| Scratch    | Alana Forster        | Claudia Cretti     | Paula Ossa        |
| Omnium     | Nicole Murray        | Claudia Cretti     | Marie Patouillet  |

### Catégories C1-5
| Épreuves            | Or                                           | Argent                                                    | Bronze                                                                           |
| Mixte               | Mixte                                        | Mixte                                                     | Mixte                                                                            |
| ------------------- | -------------------------------------------- | --------------------------------------------------------- | -------------------------------------------------------------------------------- |
| Vitesse par équipes | Chine- Tan Zeqiang - Wu Guoqing - Li Zhangyu | Grande-Bretagne- Jaco van Gass - Jody Cundy - Kadeena Cox | Espagne- Ricardo Ten Argilés - Alfonso Cabello Llamas - Pablo Jaramillo Gallardo |

## Tableau des médailles
| Rang  | Nation           | Or | Argent | Bronze | Total |
| ----- | ---------------- | -- | ------ | ------ | ----- |
| 1     | Grande-Bretagne  | 18 | 9      | 3      | 30    |
| 2     | France           | 7  | 2      | 5      | 14    |
| 3     | Chine            | 5  | 6      | 7      | 18    |
| 4     | Australie        | 4  | 5      | 4      | 13    |
| 5     | Pays-Bas         | 3  | 4      | 0      | 7     |
| 6     | Nouvelle-Zélande | 2  | 2      | 6      | 10    |
| 7     | Japon            | 2  | 2      | 1      | 5     |
| 8     | Espagne          | 2  | 2      | 1      | 5     |
| 9     | Ukraine          | 2  | 1      | 0      | 3     |
| 10    | Canada           | 1  | 3      | 1      | 5     |
| 12    | Suisse           | 1  | 3      | 1      | 5     |
| 11    | Allemagne        | 1  | 2      | 3      | 6     |
| 13    | Italie           | 0  | 3      | 1      | 4     |
| 14    | Slovaquie        | 0  | 2      | 0      | 2     |
| 15    | États-Unis       | 0  | 1      | 5      | 6     |
| 16    | Autriche         | 0  | 1      | 0      | 1     |
| 17    | Irlande          | 0  | 0      | 5      | 5     |
| 18    | Brésil           | 0  | 0      | 2      | 2     |
| 19    | Belgique         | 0  | 0      | 1      | 1     |
| 19    | Colombie         | 0  | 0      | 1      | 1     |
| 19    | Malaisie         | 0  | 0      | 1      | 1     |
| Total | Total            | 48 | 48     | 48     | 144   |